# 마키노 사토루
마키노 사토루(일본어: 牧野 悟, 1990년 11월 25일 ~ )는 일본의 전 축구 선수이다.

## 구단 경력
과거 츠바이겐 가나자와, FC 류큐에서 활동하였다.